# طفطف مكسيكي
الطَّفْطَف المِكْسِيكِيّ (باللاتينية: Cardiospermum dissectum، بالإنجليزية: Chihuahuan balloonvine) نوع نباتي يتبع جنس الطفطف من الفصيلة الصابونية، ينتشر في المكسيك وفي ولاية تكساس بالولايات المتحدة الأمريكية.